# NGC 258
NGC 258 est une galaxie lenticulaire située dans la constellation d'Andromède. NGC 258 a été découverte par le physicien irlandais George Stoney en 1848.

## Caractéristiques
Sa vitesse par rapport au fond diffus cosmologique est de 5 599 ± 22 km/s, ce qui correspond à une distance de Hubble de 82,6 ± 5,8 Mpc (∼269 millions d'al).